# John McMullen
John J. McMullen, PhD (Jersey City, 10 maggio 1918 – Montclair, 16 settembre 2005), è stato un architetto e ingegnere statunitense nel campo navale.
È stato anche il proprietario dei New Jersey Devils e degli Houston Astros.
| Controllo di autorità | VIAF (EN) 58321221 · LCCN (EN) n95018043 |